# Kościół św. Jakuba Większego w Sobiałkowie
Kościół świętego Jakuba Większego w Sobiałkowie – rzymskokatolicki kościół parafialny należący do parafii pod tym samym wezwaniem (dekanat rawicki archidiecezji poznańskiej).
Jest to świątynia wzniesiona w 2 połowie XVII wieku. W 1890 roku została dostawiona murowana fasada. W 1959 roku została dobudowana kaplica. W latach 1966–67 (ściany zostały otynkowane od wewnątrz) i 1990 roku kościół był remontowany.
Budowla jest drewniana, jednonawowa, wybudowana została w konstrukcji zrębowej. Świątynia jest orientowana.
Jej prezbiterium jest mniejsze w stosunku do nawy, zamknięte jest trójbocznie, z boku jest umieszczona zakrystia. Od frontu znajduje się murowana fasada z głównym wejściem. Nad nią znajduje się wieżyczka z blaszanym dachem hełmowym z latarnią. Z boku nawy jest umieszczona kaplica murowana, zamknięta trójbocznie. Świątynię nakrywa dach trójkalenicowy, pokryty dachówką. Wnętrze kościoła jest otynkowane. Belka tęczowa jest ozdobiona późnogotycką rzeźbą Chrystusa i krucyfiksem wykonanymi w 2 połowie XV wieku, oraz rzeźbami barokowymi powstałymi w 2 połowie XVII wieku.
W rokokowym ołtarzu głównym pochodzącym z 2 połowy XVIII wieku znajdują się liczne rzeźby w stylach późnogotyckim i barokowym, wykonane od XV do XVIII wieku.